# Manuel i Jerònim Bordas Albert
Manuel Bordas i Albert (Barcelona, ca. 1820 - 9 de gener de 1872) i Jeroni Bordas i Albert (Barcelona, ca.1805 - 18 de febrer de 1875) van ser dos germans fabricants de pianos a Barcelona, que van desenvolupar la seva activitat durant el segon i el tercer quart del segle XIX. Eren fills de Josep Bordas i Isabel Albert i compartien un taller al carrer Capellans de Barcelona on construïen pianos de taula amb mecanisme basat en sistema alemany.
Es conserven cinc pianos dels germans al Museu de la Música de Barcelona, quatre de Manuel, entre els quals hi ha un piano d'armari, i un de Jeroni. Es té constància també d'anuncis com a fabricants de pianos tant de Manuel, ja l'any 1857, com de Jeroni, amb el nom de Gerónimo Bordas.